# Kleptochthonius myopius
Kleptochthonius myopius es un pseudoescorpión,  una especie de arácnido de la familia Chthoniidae.
Se distribuye por Tennessee (Estados Unidos).